# Aydoilles
Aydoilles [ɛdwal]  est une commune française située dans le département des Vosges, en région Grand Est.

## Géographie

### Localisation
Bien qu'il soit administrativement relié à Bruyères, le village est tourné vers Épinal dont il n’est distant que de 11 km par la route départementale D 420.

### Communes limitrophes

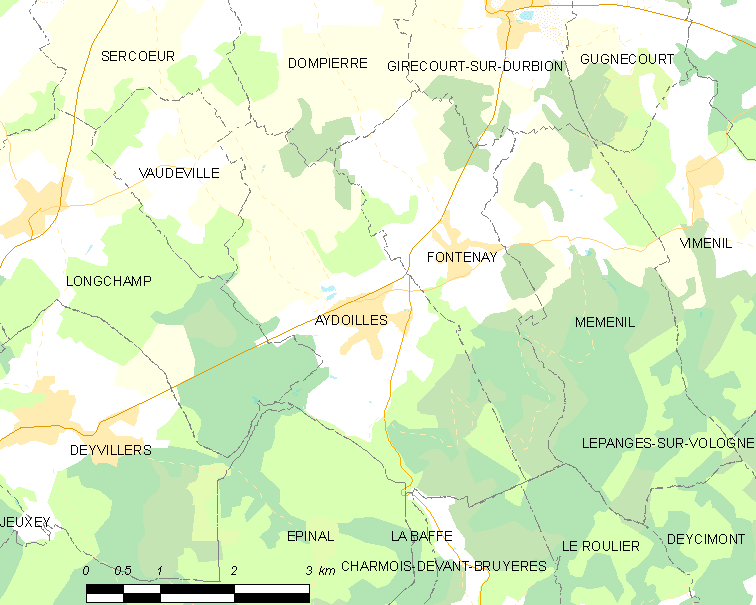
Situation géographique d'Aydoilles.

### Relief, géologie et hydrographie
La commune d'Aydoilles se situe à 380 m d'altitude.
Sur le versant nord-ouest, le grès vosgien sépare la Vologne du Durbion et de petits ruisseaux descendant vers la Moselle. C’est sur un de ces derniers que se trouve Aydoilles, le ruisseau des Bolottes qui prend sa source au-delà d’Aydoilles, sur le territoire de Fontenay. Ce ruisseau se jette dans celui de Saint-Oger et de là à la Moselle, au-dessous de Dogneville. Aydoilles est traversée principalement par le ruisseau des Bolottes, le ruisseau de Lambiéval et le ruisseau de Prays.

### Hydrographie et les eaux souterraines
Hydrogéologie et climatologie : Système d’information pour la gestion des eaux souterraines du bassin Rhin-Meuse :
Territoire communal : Occupation du sol (Corinne Land Cover); Cours d'eau (BD Carthage),
Géologie : Carte géologique; Coupes géologiques et techniques,
 Hydrogéologie : Masses d'eau souterraine; BD Lisa; Cartes piézométriques.
La commune est située dans le bassin versant du Rhin au sein du bassin Rhin-Meuse. Elle est drainée par le ruisseau des Bolottes, le ruisseau de l'Abime et le ruisseau de Prayis,.

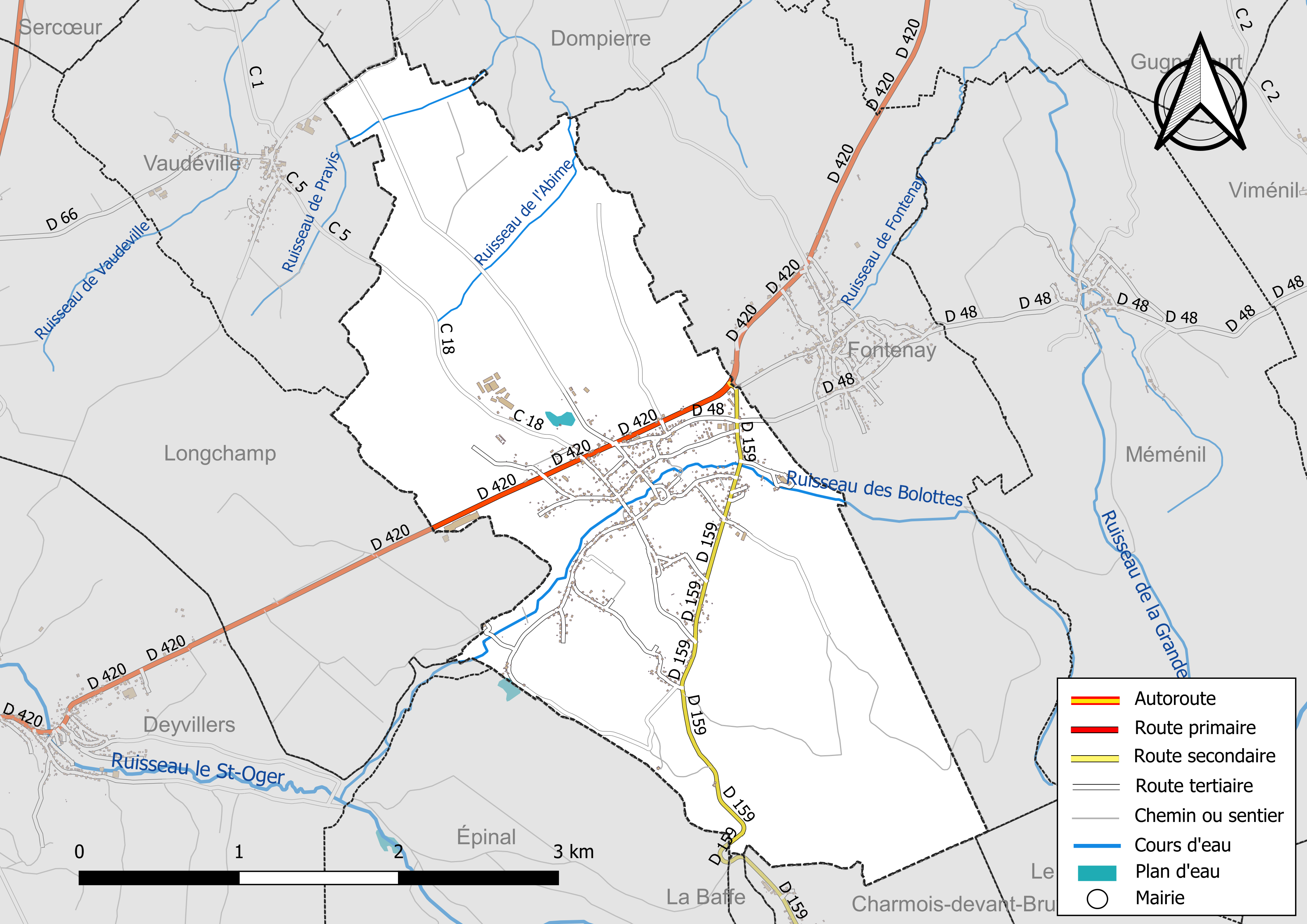
Réseaux hydrographique et routier d'Aydoilles.

### Climat
Pour des articles plus généraux, voir Climat du Grand Est et Climat des Vosges.
En 2010, le climat de la commune est de type climat de montagne, selon une étude du Centre national de la recherche scientifique s'appuyant sur une série de données couvrant la période 1971-2000. En 2020, Météo-France publie une typologie des climats de la France métropolitaine dans laquelle la commune est exposée à un climat semi-continental et est dans la région climatique Vosges, caractérisée par une pluviométrie très élevée (1 500 à 2 000 mm/an) en toutes saisons et un hiver rude (moins de 1 °C).
Pour la période 1971-2000, la température annuelle moyenne est de 9,5 °C, avec une amplitude thermique annuelle de 16,8 °C. Le cumul annuel moyen de précipitations est de 1 081 mm, avec 13,1 jours de précipitations en janvier et 10,6 jours en juillet. Pour la période 1991-2020, la température moyenne annuelle observée sur la station météorologique de Météo-France la plus proche, « Le Roulier_sapc », sur la commune du Roulier à 6 km à vol d'oiseau, est de 10,2 °C et le cumul annuel moyen de précipitations est de 1 000,2 mm. 
La température maximale relevée sur cette station est de 38,1 °C, atteinte le 25 juillet 2019 ; la température minimale est de −18,3 °C, atteinte le 20 décembre 2009,,.
Les paramètres climatiques de la commune ont été estimés pour le milieu du siècle (2041-2070) selon différents scénarios d'émission de gaz à effet de serre à partir des nouvelles projections climatiques de référence DRIAS-2020. Ils sont consultables sur un site dédié publié par Météo-France en novembre 2022.

## Urbanisme

### Typologie
Au 1er janvier 2024, Aydoilles est catégorisée bourg rural, selon la nouvelle grille communale de densité à sept niveaux définie par l'Insee en 2022.
Elle est située hors unité urbaine. Par ailleurs la commune fait partie de l'aire d'attraction d'Épinal, dont elle est une commune de la couronne,. Cette aire, qui regroupe 118 communes, est catégorisée dans les aires de 50 000 à moins de 200 000 habitants,.

### Occupation des sols
L'occupation des sols de la commune, telle qu'elle ressort de la base de données européenne d’occupation biophysique des sols Corine Land Cover (CLC), est marquée par l'importance des territoires agricoles (49,3 % en 2018), en diminution par rapport à 1990 (53 %). La répartition détaillée en 2018 est la suivante : 
forêts (41,1 %), terres arables (28,8 %), zones agricoles hétérogènes (17,6 %), zones urbanisées (9,6 %), prairies (2,9 %). L'évolution de l’occupation des sols de la commune et de ses infrastructures peut être observée sur les différentes représentations cartographiques du territoire : la carte de Cassini (XVIIIe siècle), la carte d'état-major (1820-1866) et les cartes ou photos aériennes de l'IGN pour la période actuelle (1950 à aujourd'hui).

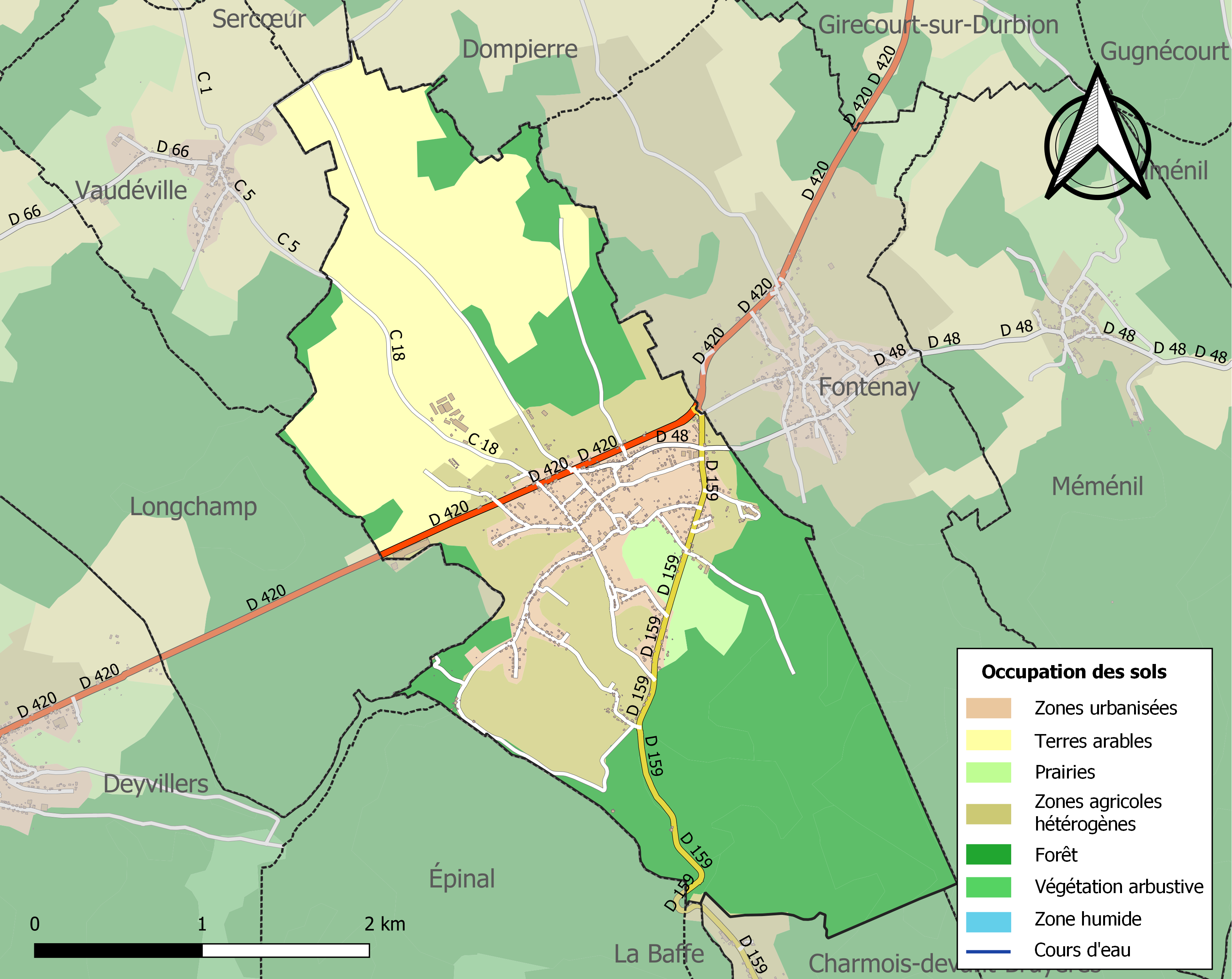
Carte des infrastructures et de l'occupation des sols de la commune en 2018 (CLC).

### Sismicité
Commune située dans une zone 3 de sismicité modérée.

### Voies de communications et transports

#### Voies routières
Aydoilles est traversée par plusieurs routes, comme la D 420, qui relie Épinal à Saint-Dié-des-Vosges, la D 159, qui relie Aydoilles à Jarménil et la D 48, qui va jusqu'à Grandvillers.
Au-delà d’Aydoilles, se trouve la bifurcation de la route venue de Bruyères et Rambervillers, vers Épinal et Remiremont. On appelle ce lieu la croisée des routes.

#### Transports en commun

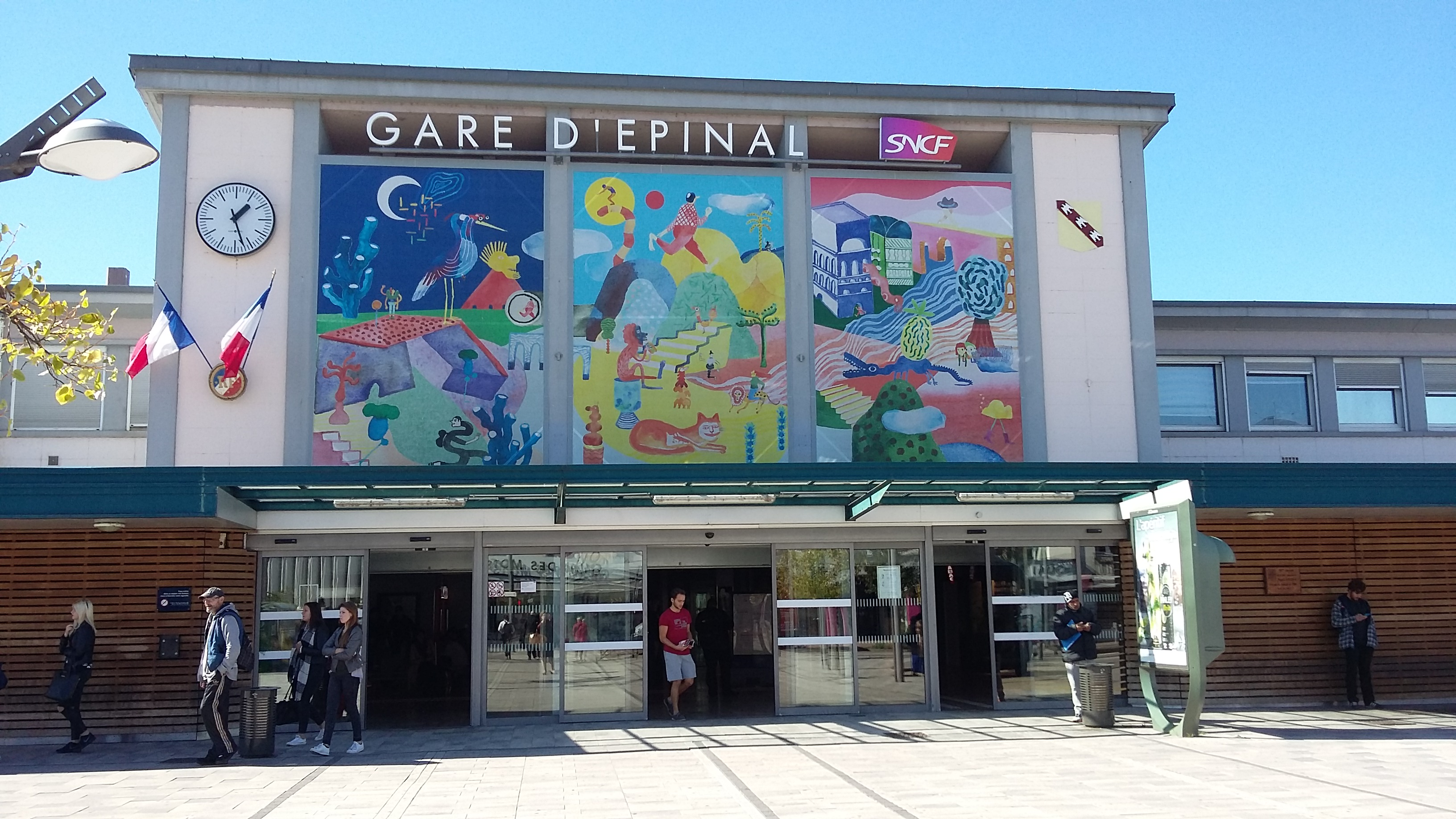
Fresque extérieure de la gare d'Épinal.

- Fluo Grand Est.

#### Lignes SNCF
- Gare d'Épinal
- Gare d'Arches
- Gare de Bruyères

### Lieux-dits, hameaux et écarts
Il y a aussi des lieux dits : les Bolottes, les Bouleaux ou les petits Bouleaux et Baudières, qui signifie « lieux boueux » et vient du patois bodère, « boue ».

## Toponymie
On a écrit le nom d’Aydoilles de bien des façons : Aidolium, Aidello (1105), Aidolle (1355), Audalles (1402), Aidalle, Adalle (1421), Aidoille (1472), Aidolle (1594), Edouelle (1719), Edoille : « Jean dit le Gentishons demorant à Aidolle » (1355) ; « Pierre Bricion de Adalle » (1421)[réf. nécessaire].
La toponymie d'Aydoilles pourrait venir de Edalloe. Il s'agit du prénom féminin germanique Edela et la finale -oe est une déformation de la déclinaison latine -ae.

Il est également possible que ce nom ait la même racine que Hadol, une autre commune des Vosges. Serait-ce un nom de personne, comme le font remarquer MM. Haillant et Thiriat ? Aidolium serait le lieu d’Aidol ou Adol[réf. nécessaire].

## Histoire

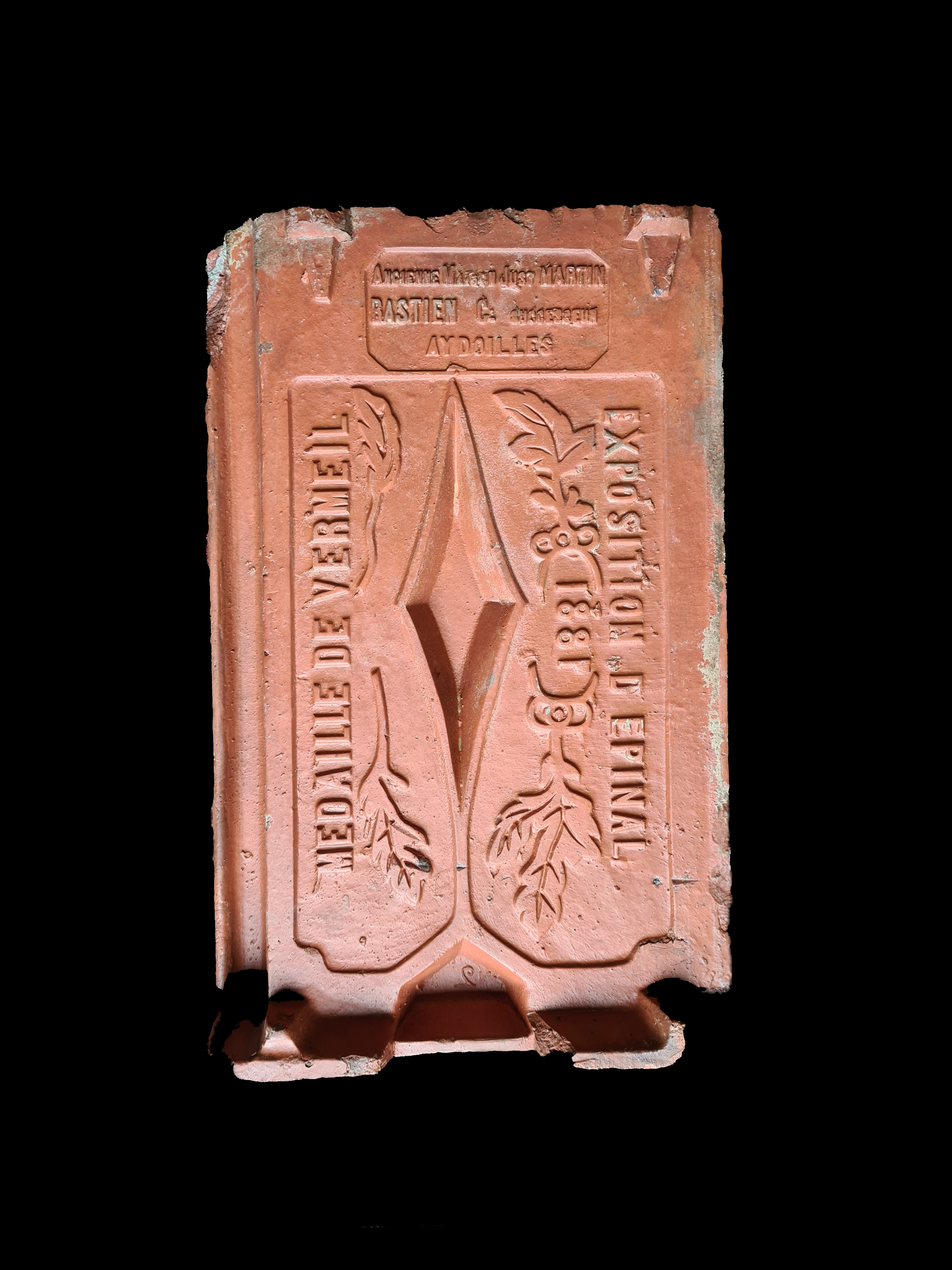
Tuile Bastien (médaille de vermeil exposition d'Épinal de 1881).

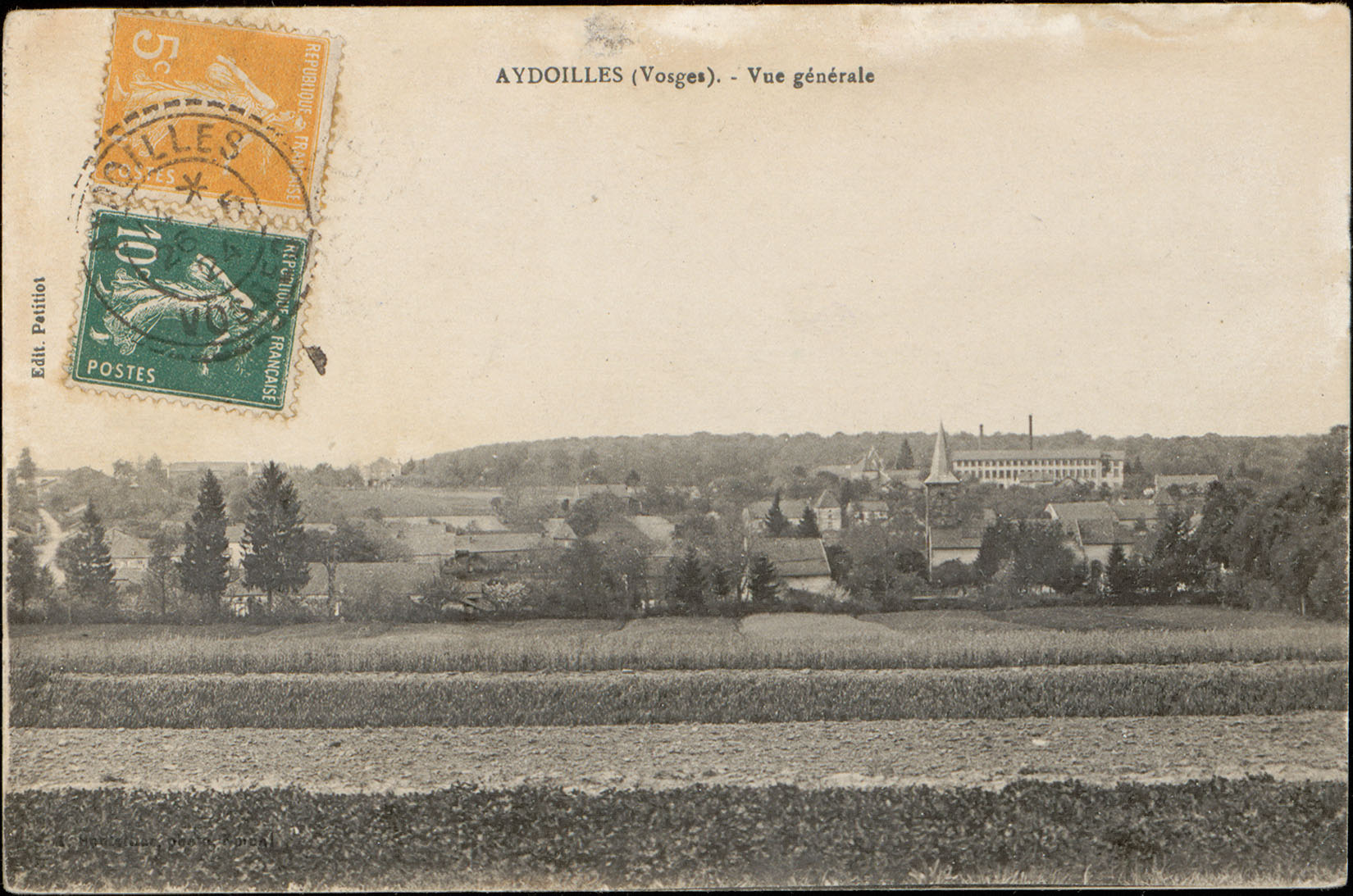
Ancienne carte postale de Aydoilles.

Le village est un ancien camp militaire romain, Aidolium, situé sur la voie romaine Luxeuil-Arches-Rambervillers. Il a été évangélisé dès le IVe siècle.
Brûlé par les Suédois en 1639, il subit les affres de la guerre de Trente Ans. La paix ne revint dans la région qu'en 1766, date de la réunion de la Lorraine à la France.
Communauté du bailliage de Bruyères, le ban de Vaudicourt se compose de Charmois-devant-Bruyères, du Roulier et de parties de Fontenay, Aydoilles et Nonzeville.
Le village de Fontenay fut uni à Aydoilles au début de l’époque révolutionnaire mais devint commune indépendante en septembre 1793.
Il exista une tuilerie avec deux grandes cheminées ainsi qu'une féculerie.

## Politique et administration

### Liste des maires
| Période                                  | Période   | Identité           | Étiquette | Qualité |
| ---------------------------------------- | --------- | ------------------ | --------- | ------- |
| Les données manquantes sont à compléter. |           |                    |           |         |
| avant 1995                               | ?         | Gilbert André      |           |         |
| mars 2008                                | mars 2014 | Pascal Mourey      | DVD       |         |
| mars 2014                                | mai 2020  | Christine Souvay   | DVG       |         |
| mai 2020                                 | En cours  | Stéphane Chrisment | DVD       |         |

### Budget et fiscalité 2022

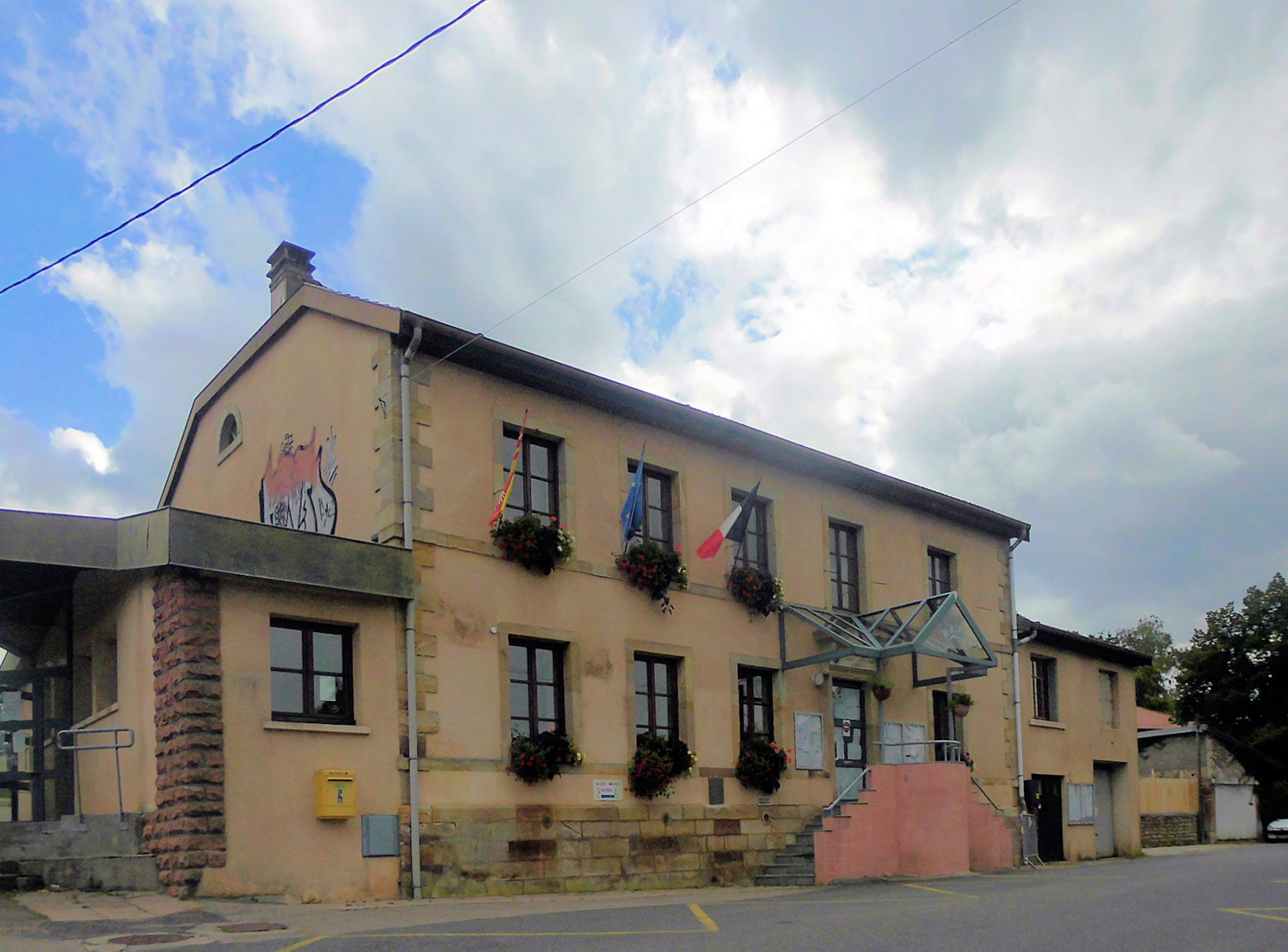
La mairie.

En 2022, le budget de la commune était constitué ainsi :
- total des produits de fonctionnement : 753 000 €, soit 712 € par habitant ;
- total des charges de fonctionnement : 688 000 €, soit 651 € par habitant ;
- total des ressources d'investissement : 43 000 €, soit 41 € par habitant ;
- total des emplois d'investissement : 149 000 €, soit 141 € par habitant ;
- endettement : 469 000 €, soit 444 € par habitant.

Avec les taux de fiscalité suivants :
- taxe d'habitation : 10,22 % ;
- taxe foncière sur les propriétés bâties : 36,75 % ;
- taxe foncière sur les propriétés non bâties : 28,39 % ;
- taxe additionnelle à la taxe foncière sur les propriétés non bâties : 0,00 % ;
- cotisation foncière des entreprises : 0,00 %.

Chiffres clés Revenus et pauvreté des ménages en 2021 : médiane en 2021 du revenu disponible, par unité de consommation : 25 190 €.

### Intercommunalité
Aydoilles fait partie de la communauté d'agglomération d'Épinal.

### Jumelages
La commune n'est jumelée avec aucune autre ville.

## Population et société

### Démographie

#### Évolution démographique
L'évolution du nombre d'habitants est connue à travers les recensements de la population effectués dans la commune depuis 1793. Pour les communes de moins de 10 000 habitants, une enquête de recensement portant sur toute la population est réalisée tous les cinq ans, les populations de référence des années intermédiaires étant quant à elles estimées par interpolation ou extrapolation. Pour la commune, le premier recensement exhaustif entrant dans le cadre du nouveau dispositif a été réalisé en 2008.

En 2022, la commune comptait 1 007 habitants, en évolution de −3,54 % par rapport à 2016 (Vosges : −2,96 %, France hors Mayotte : +2,11 %).
| 1793 | 1800 | 1806 | 1821 | 1831 | 1836 | 1841 | 1846 | 1856 |
| ---- | ---- | ---- | ---- | ---- | ---- | ---- | ---- | ---- |
| 587  | 625  | 693  | 741  | 742  | 798  | 819  | 880  | 817  |

| 1861 | 1866 | 1876 | 1881 | 1886 | 1891 | 1896 | 1901 | 1906 |
| ---- | ---- | ---- | ---- | ---- | ---- | ---- | ---- | ---- |
| 840  | 850  | 767  | 765  | 725  | 703  | 630  | 619  | 604  |

| 1911 | 1921 | 1926 | 1931 | 1936 | 1946 | 1954 | 1962 | 1968 |
| ---- | ---- | ---- | ---- | ---- | ---- | ---- | ---- | ---- |
| 607  | 568  | 533  | 473  | 433  | 401  | 487  | 432  | 492  |

| 1975 | 1982 | 1990  | 1999  | 2006  | 2008  | 2013  | 2018  | 2022  |
| ---- | ---- | ----- | ----- | ----- | ----- | ----- | ----- | ----- |
| 542  | 781  | 1 004 | 1 065 | 1 061 | 1 059 | 1 075 | 1 012 | 1 007 |

### Enseignement
Établissements d'enseignements :
- Écoles maternelle et primaire.
- Collèges à Épinal, Bruyères.
- Lycées à Épinal.

### Santé
Professionnels et établissements de santé :
- Médecins à Deyvillers, Sercoeur, Docelles, Dogneville, Grandvillers, Épinal.
- Pharmacies à Deyvillers, Docelles, Dogneville, Épinal.
- L'hôpital le plus proche est le centre hospitalier Émile-Durkheim situé dans la ville voisine d'Épinal.

### Cultes
- Culte catholique, Paroisse Sainte-Thérèse-du-Durbion[28], Diocèse de Saint-Dié.

## Économie

### Entreprises et commerces

#### Agriculture
- Élevage d'ovins et de caprins.
- Élevage d'autres bovins et de buffles.
- Culture de légumes, de melons, de racines et de tubercules.
- Culture de fruits à pépins et à noyau.
- Reproduction de plantes.

#### Tourisme
- Hébergements et restauration à Épinal, Tendon, La Chapelle, Rehaupal, Raon-aux-Bois.

#### Commerces
- Commerces et services de proximité.

## Culture locale et patrimoine

### Lieux et monuments
- L'église Saint-Georges du XVe siècle, reconstruite en 1836[29],

avec son orgue d'occasion de 1978 provenant de Bruyères,.
- Monument aux morts[32],[33].
- Colonne en marbre blanc de la tombe de Antoine Lervat, Lieutenant en second à la 1ère Compagnie de Grenadiers de l'Île d'Elbe[34].
- Tombeau de l'abbé J. Fade, à La Petite-Fosse, curé de Aydoilles de 1833 à 1841[35].

### Personnalités liées à la commune
- Roger Bontems, né le 20 septembre 1936 à Aydoilles et guillotiné le 28 novembre 1972, était un criminel français. Sa condamnation à mort, alors qu’il n’était que le complice de l’assassin Claude Buffet, renforça l'engagement de son avocat, Robert Badinter, contre la peine de mort.
- Claude-Victor Figarol, né le 29 septembre 1832 à Paris, professeur puis professeur des universités en 1861, il s'installe la même année à Aydoilles et y ouvre une féculerie[36].
- Paul Victor Aubert, 3e bataillon de chasseurs à pied (3e BCP)[37].

### Héraldique
| Blason | Blasonnement : D'azur à Saint Georges sur un cheval cabré terrassant un dragon contourné en pal, le tout d'or, au chef cousu de gueules chargé d'une roue dentée aussi d'or accostée de deux carreaux du même. Commentaires : le saint Georges est la reproduction de la sculpture qui orne l'entrée de l'église paroissiale. La roue dentée rappelle les tuileries du XIXe siècle et les deux carreaux sont les marteaux utilisés pour fabriquer la pâte à papier au XVIIIe siècle. |

## Pour approfondir